# Energia elétrica

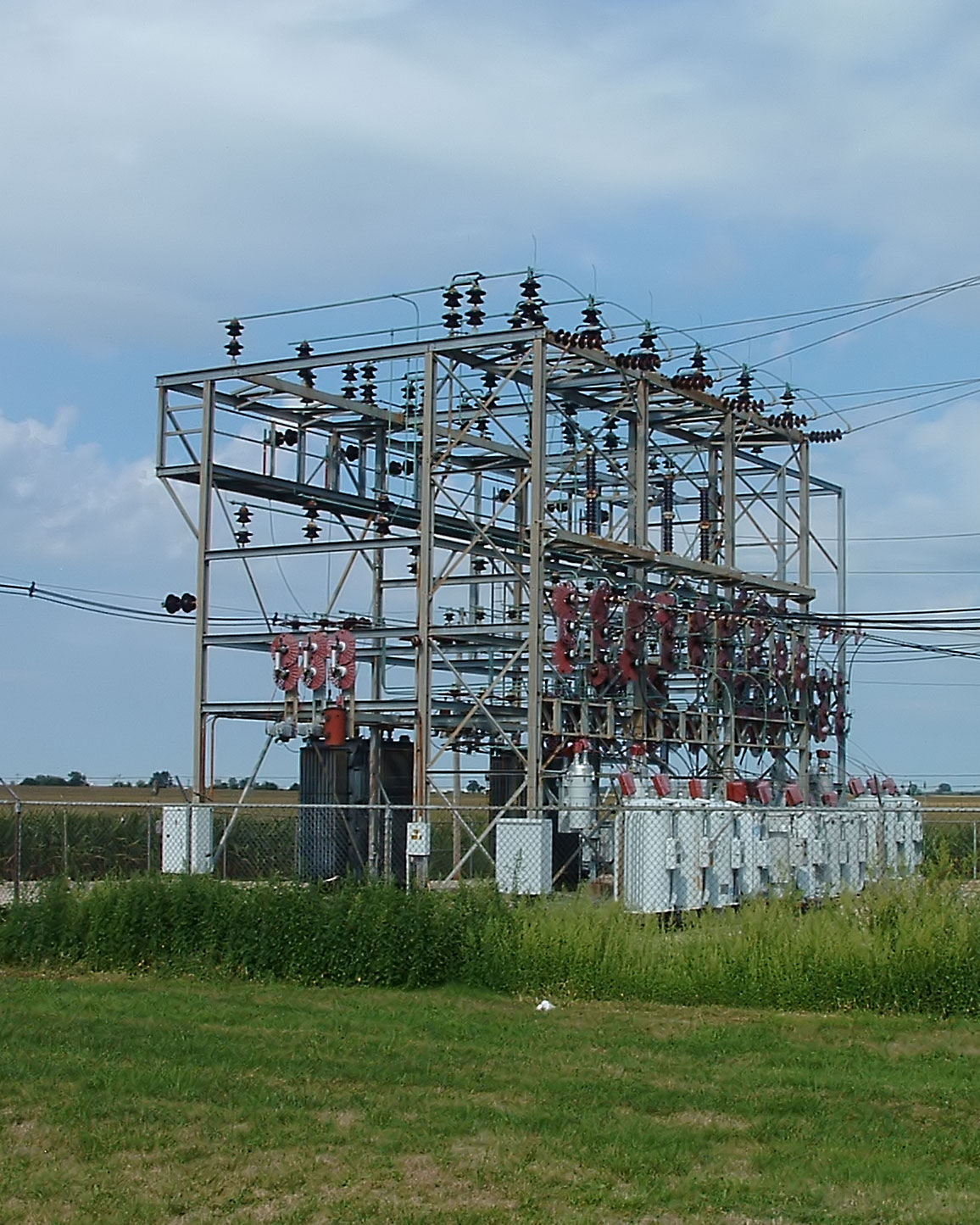
Subestação de energia.

Energia elétrica é uma forma de energia que se origina da energia potencial elétrica, baseada na geração de diferenças de potencial elétrico, permitindo estabelecer corrente elétrica entre dois pontos e os fenômenos físicos envolvidos. Pode ser obtida também a partir da energia cinética. Mediante a transformação adequada é possível obter que tal energia mostre-se em outras formas finais de uso direto, em forma de luz, movimento ou calor, segundo os elementos da conservação da energia.
É uma das formas de energia que a humanidade mais utiliza na atualidade, graças a sua facilidade de transporte, baixo índice de perda energética durante conversões.
A energia elétrica é obtida principalmente através de termoelétricas, usinas hidrelétricas, usinas eólicas e usinas termonucleares.

## Geração de eletricidade

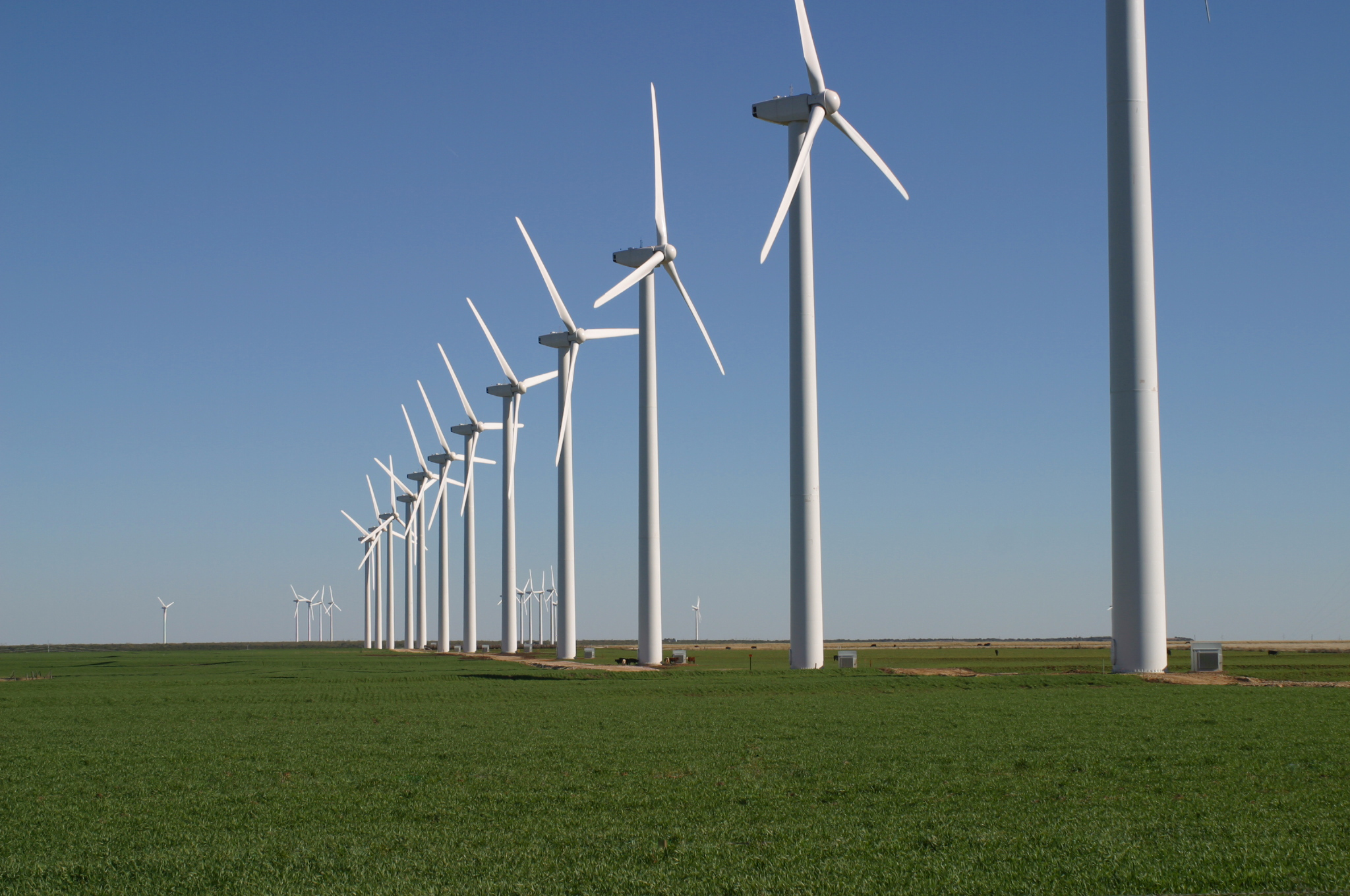
Aerogeradores de energia.

A geração de energia elétrica se leva a cabo mediante diferentes tecnologias. As principais aproveitam um movimento rotatório para gerar corrente alternada em um alternador. O movimento rotatório pode provir de uma fonte de energia mecânica direta, como a corrente de uma queda d'água ou o vento, ou de um ciclo termodinâmico.
Em um ciclo termodinâmico se esquenta um fluido e se consegue com que realize um circuito no qual move um motor ou uma turbina. O calor deste processo se obtém mediante a queima de combustíveis fósseis, as reações nucleares ou outros processos, como o calor proveniente do interior da Terra ou o calor do Sol.
A geração de energia elétrica é uma atividade humana básica já que está diretamente relacionada com os requerimentos primários da humanidade. Todas as formas de utilização das fontes de energia, tanto as convencionais como as denominadas alternativas ou não convencionais, agridem em maior ou menor medida o nosso meio ambiente.

## Transporte de energia elétrica

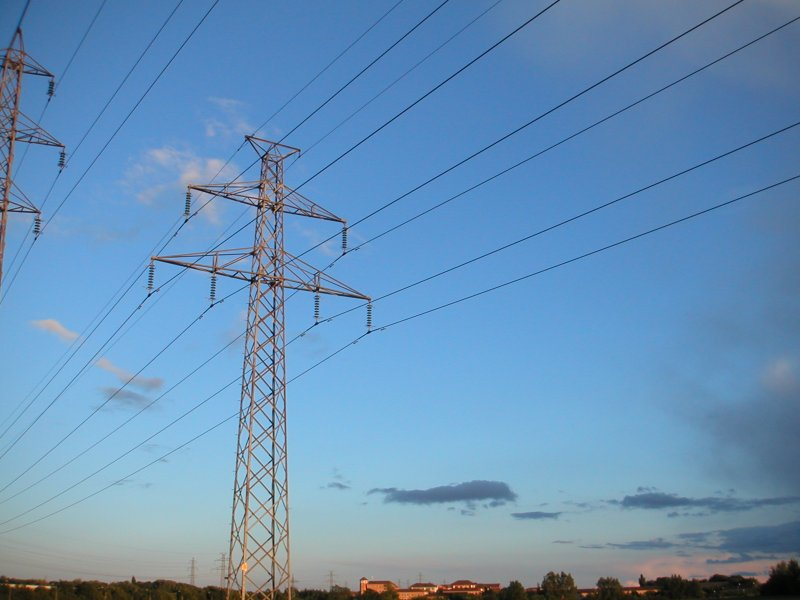
Linhas de transmissão de energia elétrica em Lund, Suécia.

É o segmento responsável pelo transporte de energia elétrica desde as unidades de geração (centrais elétricas) até os grandes centros de consumo. A atividade também pode ser dividida em operação e expansão. Exemplos: cabos e outros condutores que formam as linhas de transmissão.

## Distribuição de energia elétrica

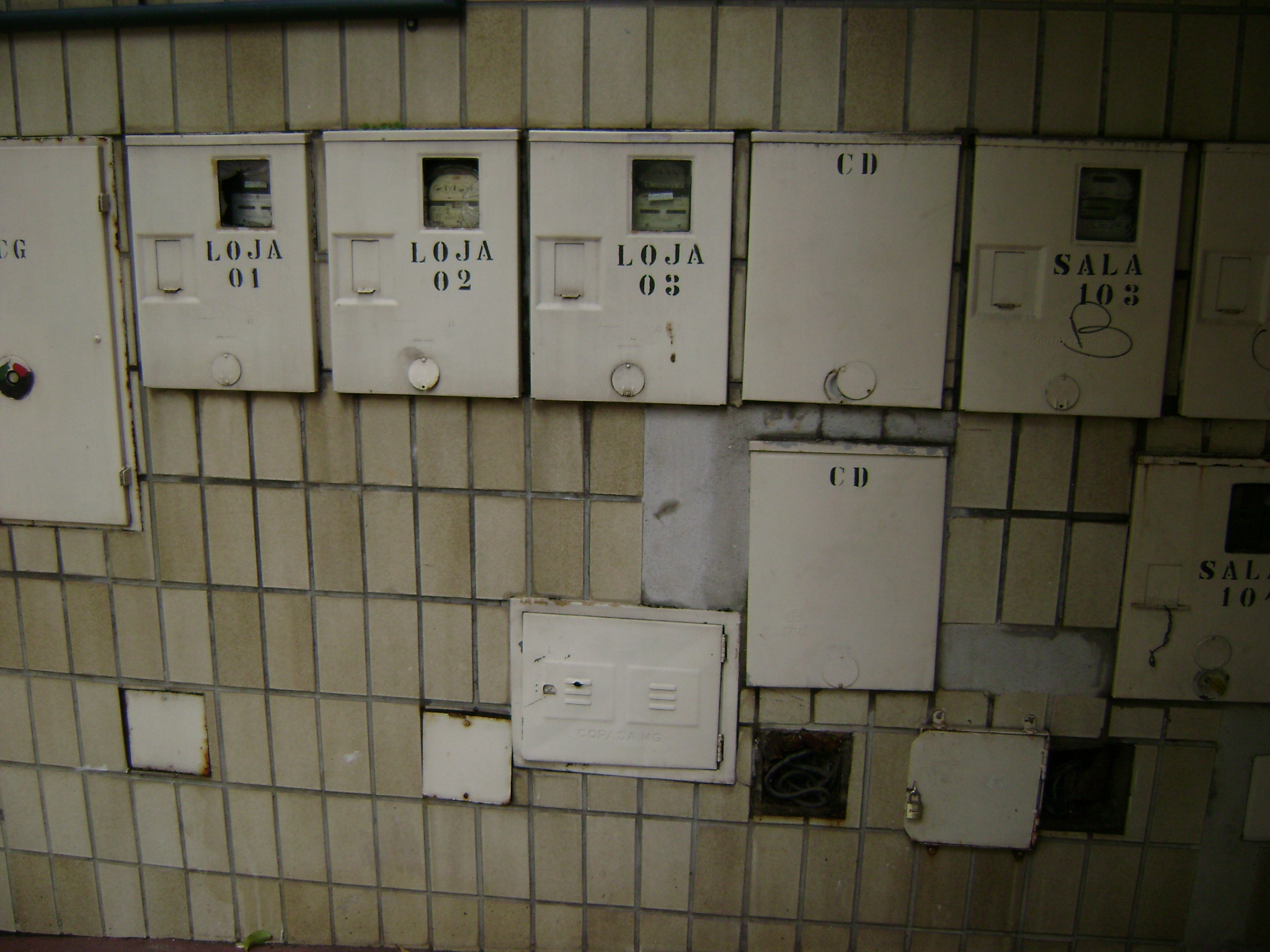
Caixas de distribuição de energia em Belo Horizonte.

A rede de distribuição de energia elétrica é um segmento do sistema elétrico, composto pelas redes elétricas primárias (redes de distribuição de média tensão), e redes secundárias (redes de distribuição de baixa tensão), cuja construção, manutenção e operação é responsabilidade das companhias distribuidoras de eletricidade.
As redes de distribuição primárias são circuitos elétricos trifásicos a três fios (três fases), ligados nas subestações de distribuição, normalmente são construídas nas classes de tensão 15 kV, 23 kV, ou 34,5 kV. Nestas classes de tensão, as tensões nominais de operação poderão ser 11 kV, 12,6 kV, 13,2 kV, 13,8 kV, 21 kV, 23 kV, 33 kV, 34,5 kV. Os níveis de tensão 13,8 kV e 34,5 kV são padronizados pela legislação vigente, os demais níveis existem e continuam operando normalmente.
Nas redes de distribuição primárias, estão instalados os transformadores de distribuição, fixados em postes, cuja função é rebaixar o nível de tensão primário para o nível de tensão secundário (por exemplo, para rebaixar de 13,8 kV para 220 V).
As redes de distribuição secundárias são circuitos elétricos trifásicos a quatro fios (três fases e neutro) normalmente operam nas tensões (fase-fase/fase-neutro) 230/115 volts, 220/127 volts, 380/220 volts. Nestas redes estão ligados os consumidores, que são residências, padarias, lojas, etc., e também as luminárias da iluminação pública.
Estas redes atendem os grandes centros de consumo (população, grandes indústrias, etc.)
Os estabelecimentos grandes como prédios, lojas e mercados consomem mais eletricidade, e necessitam de transformadores individuais de 75 kVA, 112,5 kVA, 150 kVA. Em alguns casos, a tensão de fornecimento é 380/220 volts ou 440/254 volts.
Todo o sistema de distribuição é protegido por um sistema composto por disjuntores automáticos nas subestações onde estão ligadas as redes primárias, e com chave fusível nos transformadores de distribuição, que em caso de curto-circuito desligam a rede elétrica

## Meios de produção
A eletricidade pode ser produzida em grandes quantidades a partir de diversas fontes. Segue-se uma tabela que indica diversas origens e fontes de energia, o equipamento utilizado para a produção, e alguns links adicionais relacionados.
| Origem    | Fonte                                 | Equipamento            | Veja também                                                                      |
| --------- | ------------------------------------- | ---------------------- | -------------------------------------------------------------------------------- |
| calor     | reação nuclear                        | central nuclear        | energia nuclear, resíduo radioativo                                              |
| calor     | nascentes hidrotermais                | central geotérmica     | energia geotérmica                                                               |
| calor     | queima de resíduos                    | incinerador            | central de biomassa, reciclagem                                                  |
| calor     | queima de outros tipos de combustível | central termoeléctrica | carvão, efeito de estufa                                                         |
| luz       | sol                                   | célula fotoeléctrica   | fotovoltaica, energia solar, painel solar, painel fotovoltaico                   |
| movimento | vento                                 | aerogerador            | energia eólica, central eólica                                                   |
| movimento | motor                                 | gerador                | energia mecânica, energia cinética, movimento perpétuo                           |
| movimento | ondas do mar                          | central talassomotriz  | energia maremotriz                                                               |
| peso      | maré                                  | central talassomotriz  | gravidade, energia potencial gravítica, usina maremotriz'                        |
| peso      | água dos rios                         | turbina hidráulica     | central hidroeléctrica, barragem, PCH ou mini-hídrica                            |
| química   | reações químicas                      | célula electrolítica   | pilha, Alessandro Volta, célula de combustível, oxidação/redução, química física |